# スミラオ
スミラオはフィリピンのブキドノン州の都市。面積は207.49km2。2007年現在の人口は21720人。カガヤン・デ・オロ市から南東約62kmに位置する。

## 産業
スミラオの経済は主に農業に依存しており、伝統的な米やトウモロコシ、野菜の栽培に加え、ドール、デルモンテによってラカタンバナナ、パイナップルの栽培が行われている。また養豚等も行われているが、雇用される人員は限られており、スミラオとしては自然を利用した産業ないしは工業を起こして雇用の増加を促し、市民の収入源を確保する必要がある。
そのほか、ほうき、土器、ブロックなどが家内工業によって生産されている。

## 地名の由来
「スミラオ」という地名は現地の言葉で「再び光線が発せられた時」という意味の「konsumilaw da」から来ている。言い伝えによれば、超神秘的な力を持ったワル（Walu）という男がPalaopao丘の近くのKilabongあたりに住んでいた。
しかし、丘の下の平地に住んでいた特別な力を持つ「バイラン」（baylan）と呼ばれる7人の祈祷師が、ワルに関して下劣な話をでっち上げた。これに怒ったワルは丘の上から丘の下にいるバイランを指さし、あらん限りの声で彼らの悪心を叱りつけた。
この時、ワルの指よりギラギラと光り輝く光線が発せられ、7人は目をつぶしてしまった。それ以来、この7人に同じ光線が再度発せられたとき目は治るであろうと言い伝えられている。